# Премия Джоаны Марии Горвин
Премия Джоаны Марии Горвин — премия, присуждаемая каждые пять лет Берлинской академией художеств от имени Фонда Джоаны Марии Горвин, предназначена для награждения выдающихся артисток театра в немецкоязычных странах. Награда названа в честь актрисы Joana Maria Gorvin, скончавшейся в 1993 году, которая участвовала в Берлинском государственном театре Густафа Грюндгенса. Жюри премии по воле основателя Максимилиана Б. Бауэра, второго мужа Джоаны Марии Горвин, состоит из пяти мужчин-членов секции исполнительского искусства; приз составляет 10 000 евро.

## Получатели
- 1995 Пина Бауш
- 2000 Энни Шлемм
- 2005 Анья Силья
- 2010 Ютта Лампе[5]
- 2015 Кирстен Дене[6]
- 2020 Андреа Брет[7]